# Noorder Legmeerpolder

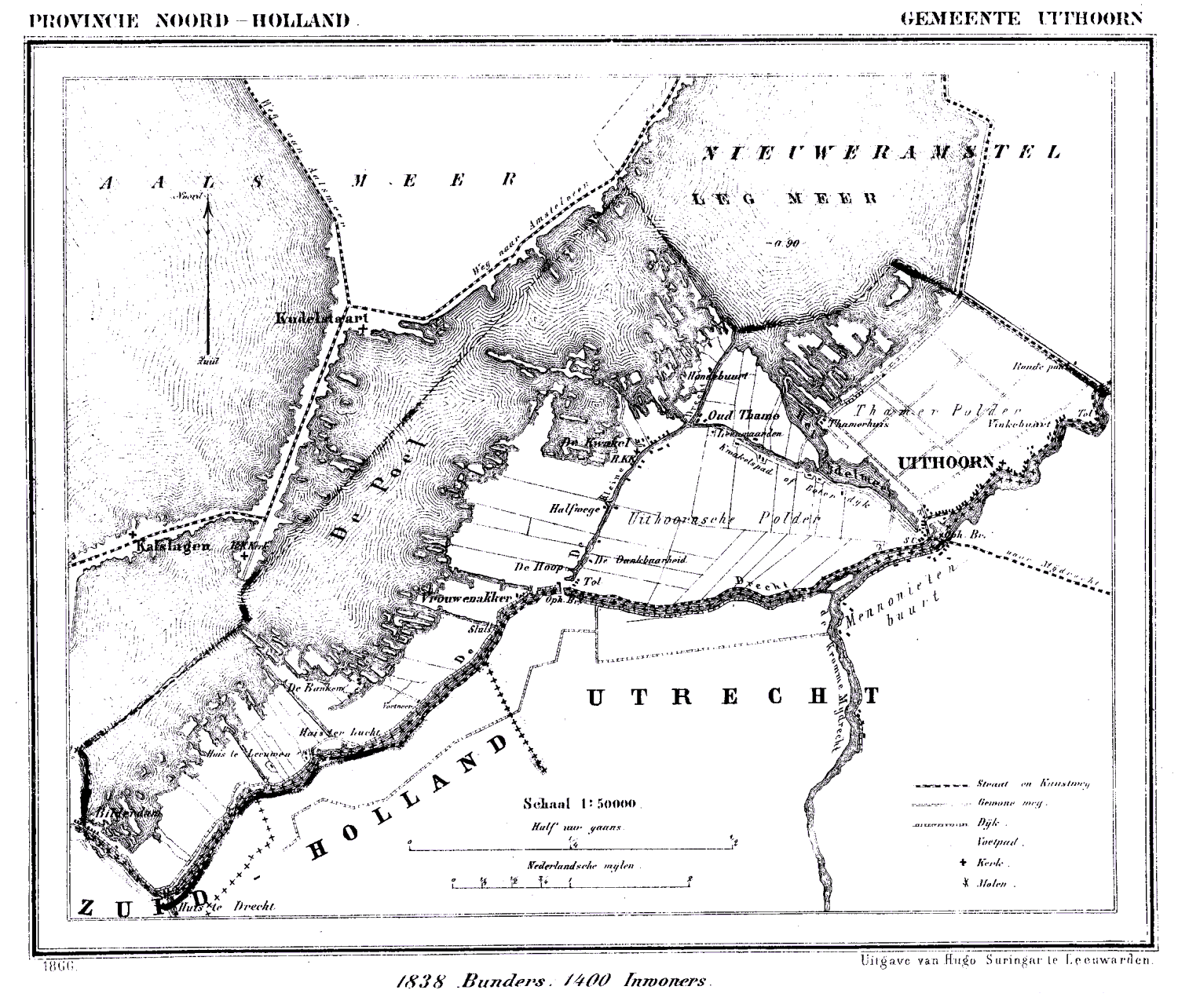
Gemeentekaart van Uithoorn uit 1866, met aan de bovenkant de Legmeer.

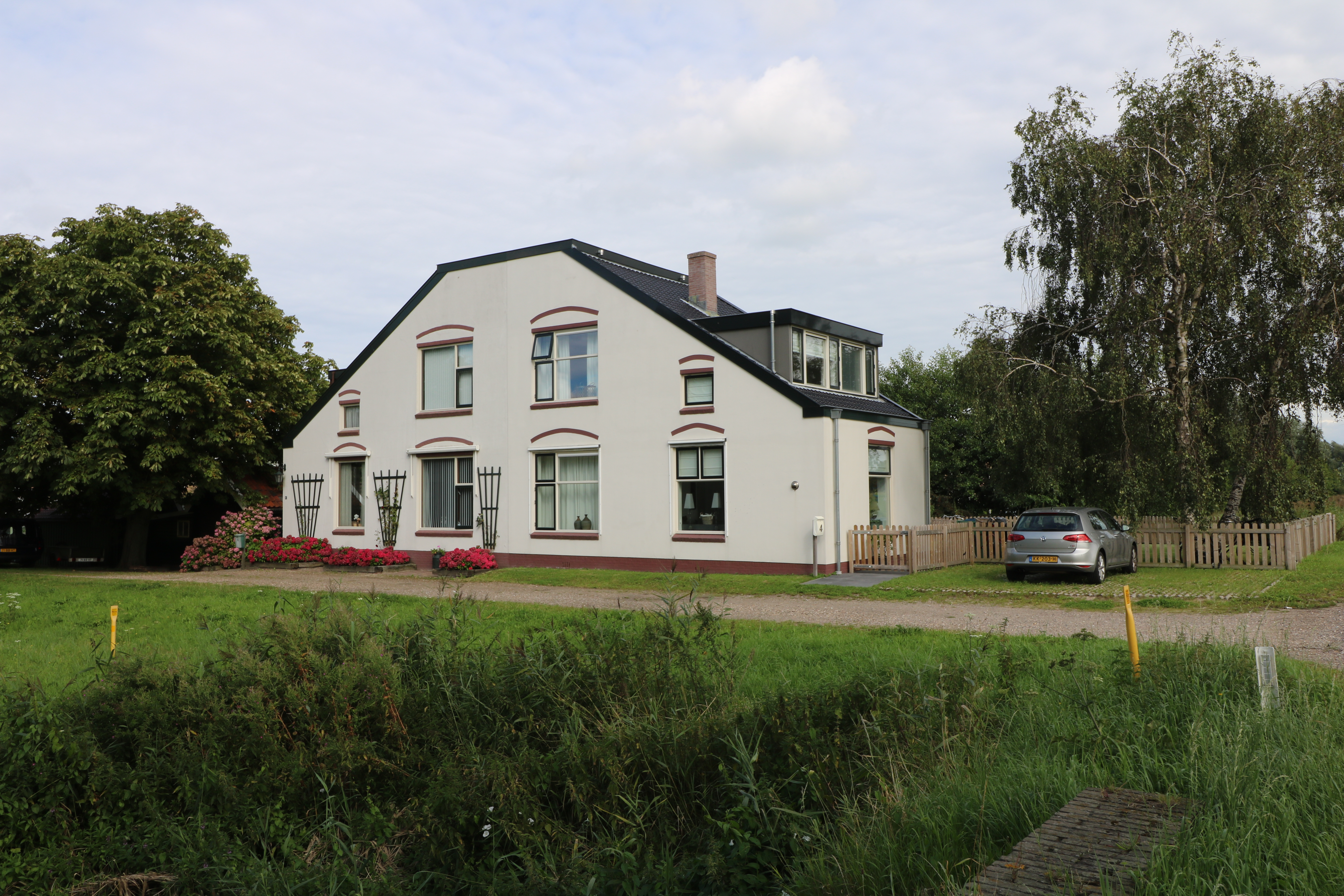
Dubbele wachterswoning 38A en 38B bij voormalige halte Legmeerpolder aan de spoorlijn Bovenkerk - Uithoorn.

De Noorder Legmeerpolder is een polder in en ten zuidwesten van Amstelveen en ten zuiden van Bovenkerk in de Nederlandse provincie Noord-Holland. In het westen grenst het gebied aan de Oosteinderpoelpolder en in het oosten aan de Bovenkerkerpolder.
De polder is ontstaan na de droogmaking van de Legmeerplassen. Dit waren veenplassen die lagen ten noorden van Uithoorn, ten zuiden van Amstelveen en ten oosten van Aalsmeer in het Amstelland. Het al bestaande Legmeer is door vergraving hierin opgegaan. Het Legmeer stond aan de zuidoostkant in open verbinding met het in de richting van Uithoorn liggende nog steeds bestaande Zijdelmeer. Het gebied ligt globaal ten zuiden van de huidige Beneluxbaan, ten noorden van de Randweg Uithoorn, ten oosten van de Legmeerdijk en ten westen van de Bovenkerkerweg.

## Geschiedenis
Oorspronkelijk, rond het jaar 1000, lagen in het gebied een aantal kleine veenstroompjes die het water van de veengronden afvoerden naar de Amstel. In het gebied tussen Amstelveen, Uithoorn en Aalsmeer vond tussen de 15e en de 18e eeuw op grote schaal turfwinning plaats waarbij het veen werd afgegraven en gedroogd tot turf om te worden gebruikt als brandstof. In het begin werd het veen afgegraven tot aan het grondwaterpeil maar later werd het, met behulp van de baggerbeugel, ook dieper weggebaggerd. Door de turfwinning ontstonden grote waterplassen. Oeverafslag vormde een bedreiging voor kades, wegen en de bebouwing. In de loop der tijd werden daarom in het Amstelland steeds meer plassen drooggelegd.
Aan de noordzijde was het meer afgedamd door de "Noorddam", later vervangen door Noorddammerbrug, in de hoek waar nu de Sint Urbanuskerk staat. De Noorddammerlaan en Noorddammerweg herinneren hieraan. Aan de oostkant van de Noorddam was de 'Hand naar Leiden' waaraan de Handweg herinnert. Ten het zuiden van de Noorddam lag de buurtschap 'Legmeer' dat later opging in Bovenkerk.
De Legmeerplassen werden tussen 1877 en 1882 op particulier initiatief drooggelegd, dertig jaar na de drooglegging van het Haarlemmermeer. Zo ontstond eerst de Noorder Legmeerpolder en daarna de Zuider Legmeerpolder, gescheiden door een dijk, waarbij de verkaveling zoveel mogelijk aansloot bij die van het oude land. Het stoomgemaal van de polder stond bij de Hollandse Dijk, nabij de Amstel. Tegenwoordig staat hier een elektrisch gemaal.
De nieuwe grond bleek uitermate geschikt voor teelt van gewassen, bomen en planten en een groot deel van de oorspronkelijke beroepsbevolking stapte over van de visserij naar het telen van gewassen. De dijk werd eind van de 19e eeuw overgenomen door de genie en werd onderdeel van de Stelling van Amsterdam. Langs de scheidingsdijk ligt de weg met de naam Vuurlijn.
De polder werd sinds 1915 in de lengte doorsneden door de spoorlijn Bovenkerk - Uithoorn, met halverwege het Station Legmeerpolder. De spoorlijn en het station werden voor reizigersvervoer gesloten in 1950, voor goederenvervoer in 1972 / 1981. Sinds 2004 / 2024 wordt het tracé gebruikt door de Amstelveenlijn / Amsteltram.
Vanaf de jaren zeventig verscheen in het noorden in Amstelveen het bedrijventerrein Legmeer en vanaf de jaren negentig de woonwijk Westwijk.
Vanaf de jaren zeventig werden in het zuiden van de polder de Uithoornse woonwijk Legmeer gebouwd. De vroegere Thamer Binnenpolder werd in 1970 bij de Noorder Legmeerpolder gevoegd toen er de nieuwbouwwijk Zijdelwaard werd gebouwd. De naam is nu Noorder Legmeer- en Thamerpolder.